# سقف الوالد (مسلسل)
سقف الوالد هو مسلسل كوميدي اجتماعي سعودي من ثلاثين حلقة عرض في موسم رمضان 1445 هـ / 2024 حيث يسلط الضوء على مناقشة المشكلات العائلية للآباء والأبناء والأزواج في البيوت العربية.

## القصة
تدور أحداثه حول أب يفرض على أبنائه العيش تحت سقف واحد مما يادي الى خلق المشاكل والنزاعات بين الجميع كوميديا متجسدا في أحداث درامية تتحدث عن أمور واقعية.

## طاقم التمثيل
- خيرية أبو لبن.
- خالد عبد العزيز.
- عبد العزيز المبدل.
- نجلاء العبد الله.
- عبدالله الشعدارني
- عمر المدهش

## فريق العمل
- تأليف: عبد الله الشعداني و فاطمه غدار
- إخراج: عبدالله العراك ومالك صباح.